# مارک رابینسون (بازیکن فوتبال، زاده ۱۹۸۱)
مارک رابینسون (انگلیسی: Mark Robinson؛ زادهٔ ۲۴ ژوئیهٔ ۱۹۸۱) بازیکن فوتبال اهل بریتانیا است.
از باشگاه‌هایی که در آن بازی کرده‌است می‌توان به باشگاه فوتبال بوستون یونایتد، باشگاه فوتبال ناتینگهام فارست، باشگاه فوتبال میدلزبرو، باشگاه فوتبال هارتل پول یونایتد، باشگاه فوتبال استوک‌پورت کانتی، باشگاه فوتبال تورکی یونایتد، باشگاه فوتبال یورک سیتی، باشگاه فوتبال گیتزهد، باشگاه فوتبال گینزبورو ترینیتی، و باشگاه فوتبال ویتبای تاون، باشگاه فوتبال گینزبورو ترینیتی، و باشگاه فوتبال ویتبای تاون اشاره کرد.
وی همچنین در تیم ملی فوتبال England National Game XI بازی کرده‌است.